# Кримски рејон
Кримски рејон (рус. Крымский район) административно-територијална је јединица другог нивоа и општински рејон смештен у западном делу Краснодарске покрајине, односно на југозападу европског дела Руске Федерације. 
Административни центар рејона и његово највеће и најважније насеље је град Кримск. 
Према подацима националне статистичке службе Русије за 2017. на територији рејона живело је 133.659 становника или у просеку 80,5 ст/km². Површина рејонске територије је 1.601 km².

## Географија
Кримски рејон се налази на западу Краснодарске покрајине, обухвата територију површине 1.601 km², и по том параметру осамнаести је по величини рејон у Покрајини. Граничи се са Славјанским и Темрјучким рејоном на северу и северозападу, на истоку је Абински рејон, југу Геленџички и западу Новоросијски и Анапски градски округ. 
У рељефу рејона јасно се издвајају све регије, на северу је низијски део Закубањске равнице који идући ка југу постепено прелази у заталасану подгорину Великог Кавказа. Северни део рејона уз десну обалу реке Кубањ, која је уједно и његова северна граница, је доста низак и испресецан бројним каналима, а на североистоку се налази велико вештачко Варнавинско језеро на реци Адагум, површине око 40 km². Све реке у овом подручју теку у смеру севера ка Кубању, а поред Адагума већи водотоци су и Псебепс и Абин. Крајњи северозапад рејона се налази у делти Кубања.

## Историја
Кримски рејон је званично успостављен 2. јуна 1924. као као административна јединица тадашњег Кубанског округа Југоисточне области и првобитно га је чинило 28 сеоских совјета. Потом је постао делом Севернокавкаске покрајине, затим Црноморског округа и на послетку садашње Краснодарске покрајине. 
Град Кримск је издвојен из сстава рејона 1981. и као засебна административна јединица егзистирао је све до 2005. када је поново инкорпориран у његов састав. 
Почетком јула 2012. Кримски рејон су захватиле катастрофалне поплаве у којима је погинуло 130 особа и у којима је оштећено више од 12.000 стамбених јединица.

## Демографија и административна подела
Према подацима са пописа становништва из 2010. на територији рејона живело је укупно 74.761 становника, док је према процени из 2017. ту живело 133.659 становника, или у просеку око 80,5 ст/km². По броју становника налази се на 3. месту у Покрајини. 
| 1959.  | 1970.   | 1979.   | 1989.  | 2002.  | 2010.  | 2017.    |
| ------ | ------- | ------- | ------ | ------ | ------ | -------- |
| 93.351 | 110.600 | 111.944 | 62.859 | 70.576 | 74.761 | 133.659* |

Напомена:* Према процени националне статистичке службе. 
На територији рејона налази се укупно 91 насељено место административно подељена на 11 другостепених општина (једну урбану и 10 руралних). Административни центар рејона и његово највеће насеље је град Кримск са око 60.000 становника. Остала већа насеља су станице Варениковскаја (15.000), Нижњебаканскаја (8.500) и Троицкаја (7.000), те село Кијевско (око 9.000 становника).

## Саобраћај
Преко територије Кримског рејона пролази деоница А-146 Краснодар—Новоросијск, затим и друмски правци Кримск—Порт Кавказ, Кримск—Тамањ, Кримск—Темрјук и Кримск—Славјанск на Кубану. Град Кримск је и значајно железничко чвориште. 
Северно од Кримска се налази и мањи војни аеродром. 